# 루초 폰타나
루초 폰타나(Lucio Fontana, 1899년 2월 19일 ~ 1968년 9월 7일)는 이탈리아의 화가 및 조각가이다. 아르헨티나에서 출생하여 밀라노에서 조각을 배웠다. 1939년부터 아르헨티나에서 전위 예술 운동을 조직하고 하얀 선언을 발표하였다. 이듬해부터 밀라노에서 공간주의를 주장하였으며, 그의 작품 가운데에는 칼로 캔버스를 찢은 것이 많다.